# Pseudanos irinae
Pseudanos irinae är en fiskart som beskrevs av Winterbottom, 1980. Pseudanos irinae ingår i släktet Pseudanos och familjen Anostomidae. Inga underarter finns listade i Catalogue of Life.